# ابتسم أيها الجنرال
مسلسل ابتسم أيها الجنرال مسلسل سوري من إخراج عروة محمد وتأليف سامر رضوان. تدور أحداث المسلسل حول أسرة حاكمة متجبرة مستولية على مقاليد الحكم في البلد، وينشأ فيها صراع بين أخين اثنين، أحدهما ورث الرئاسة عن أبيه، ومحور الصراع يتمركز حول السلطة النفوذ في البلد دون مراعاة.

## الانتقادات والتحليل السياسي
على الرغم من التصريحات التي أكدت خيالية الأحداث، فقد رأى عدد من النقاد أن المسلسل يعد نقدًا صارمًا وغير مباشر للنظام الحاكم في سوريا، خصوصًا في ظل تشابه بعض التفاصيل مع الوقائع السياسية في البلاد. اعتبر النقاد أن شخصية "الجنرال" التي يؤديها الممثل السوري مكسيم خليل تحمل إشارات واضحة إلى الرئيس السوري الراحل حافظ الأسد، وتركز على الصراع الذي دار في ثمانينات القرن الماضي بين حافظ الأسد وشقيقه رفعت الأسد. من ناحية أخرى، رأى آخرون أن الشخصية قد تمثل بشار الأسد، وذلك بسبب التشابه الكبير بين سير الأحداث وتفاصيل السلطة في العائلة الحاكمة.
ورغم أن المسلسل يدور في دولة خيالية وشخصياته تحمل طابع "وحي الخيال" كما يظهر في بداية كل حلقة، إلا أن الأحداث التي يتناولها المسلسل، مثل المؤامرات داخل القصر الرئاسي، والاعتقالات السياسية، واستخدام الدين في السياسة، تشبه إلى حد بعيد ما حدث في سوريا. من جانب آخر، اعتبر الناشط المعارض فداء الصالح أن هذا المسلسل هو أول عمل درامي يعرض للواقع السوري بهذه الطريقة الجريئة. وعليه، يشير البعض إلى أن المسلسل يقدم مجرد لمحة عن الفظائع التي ارتكبها النظام السوري على مدار العقود الماضية.

## آراء حول المسلسل
وصف الممثل مكسيم خليل المسلسل بأنه "الأجرأ في مسيرته الفنية"، مشيرًا إلى أن المسلسل تم إنتاجه بعيدًا عن رقابة السلطة، ما أتاح له تقديم عمل درامي غير موجه وقائم على حرية التعبير. أما المخرج عروة محمد فقد أكد أن المسلسل لا يعتبر وثائقيًا بل هو عمل درامي يهدف إلى تسليط الضوء على آليات عمل الدكتاتوريات، خاصة في ما يتعلق بأساليب التسلط والاستبداد، ويتيح للجمهور العربي إمكانية إسقاط شخصيات المسلسل على أي نظام استبدادي في المنطقة.
أدى مكسيم خليل دور "فرات"، الرئيس الشاب الذي يخلف والده في الحكم بعد وفاته، وهو يشبه إلى حد كبير ما جرى بعد وفاة حافظ الأسد وصعود بشار الأسد إلى السلطة. المسلسل يظهر أيضًا التوترات داخل العائلة الحاكمة، حيث يتنافس الرئيس مع شقيقه الأصغر، قائد أركان الجيش، في صراع على السلطة. هذه التفاصيل تشبه النزاع التاريخي بين حافظ الأسد وشقيقه رفعت في الثمانينات، كما تحاكي الصراع القائم حاليًا بين بشار الأسد وشقيقه ماهر. كما تجسد الممثلة سوسن إرشيد شخصية "سامية"، التي تشبه في كثير من تفاصيلها شخصية بشرى الأسد، شقيقة الرئيس.
الجدل والتفاعل مع المسلسل
لاقى المسلسل متابعة كبيرة داخل سوريا وخارجها، إلا أن ردود الفعل تجاهه كانت متباينة. الناشط حسام هزبر أشاد بشجاعة المسلسل في تجاوز الخطوط الحمراء التي يفرضها النظام السوري على الدراما، بينما اعتبر البعض أن العمل يمثل فرصة نادرة لتناول ما يحدث داخل القصر الرئاسي بشكل علني. في المقابل، كان لبعض الفنانين السوريين آراء نقدية حول المسلسل، حيث أبدى جمال سليمان إعجابه بجرأته في فتح نقاشات هامة حول الأنظمة الدكتاتورية، بينما هاجم الممثل باسم ياخور المسلسل، معتبرًا أنه يفتقد إلى المنطق الفني ويعتمد بشكل مبالغ فيه على التناول الشخصي للقضايا السياسية.

## طاقم العمل
- مكسيم خليل- فرات.
- عبد الحكيم قطيفان- حيدر.
- ريم علي- صوفيا.
- مازن الناطور- أنيس الرومي.
- غطفان غنوم- عاصي.
- سوسن أرشيد- سامية.
- مرح جبر- ماريا.
- عزة البحرة- والدة فرات.
- دارينا الجندي- ربى.
- نوار بلبل- جهاد.
- كمال البني- ملهم.
- بسام قطيفان- سليم.
- منصور السلطي- كريم.
- صلاح حنون- عارف.
- نبال الجزائري- أم عارف.
- خالد السيد- هادي.[6]
- نيفين برنبو- ردينة.

## روابط خارجية
- ابتسم أيها الجنرال على موقع IMDb (الإنجليزية)
- ابتسم أيها الجنرال على موقع قاعدة بيانات الأفلام العربية
- ابتسم أيها الجنرال على موقع قاعدة بيانات الفيلم (الإنجليزية)